# Theophil Burckhardt-Biedermann

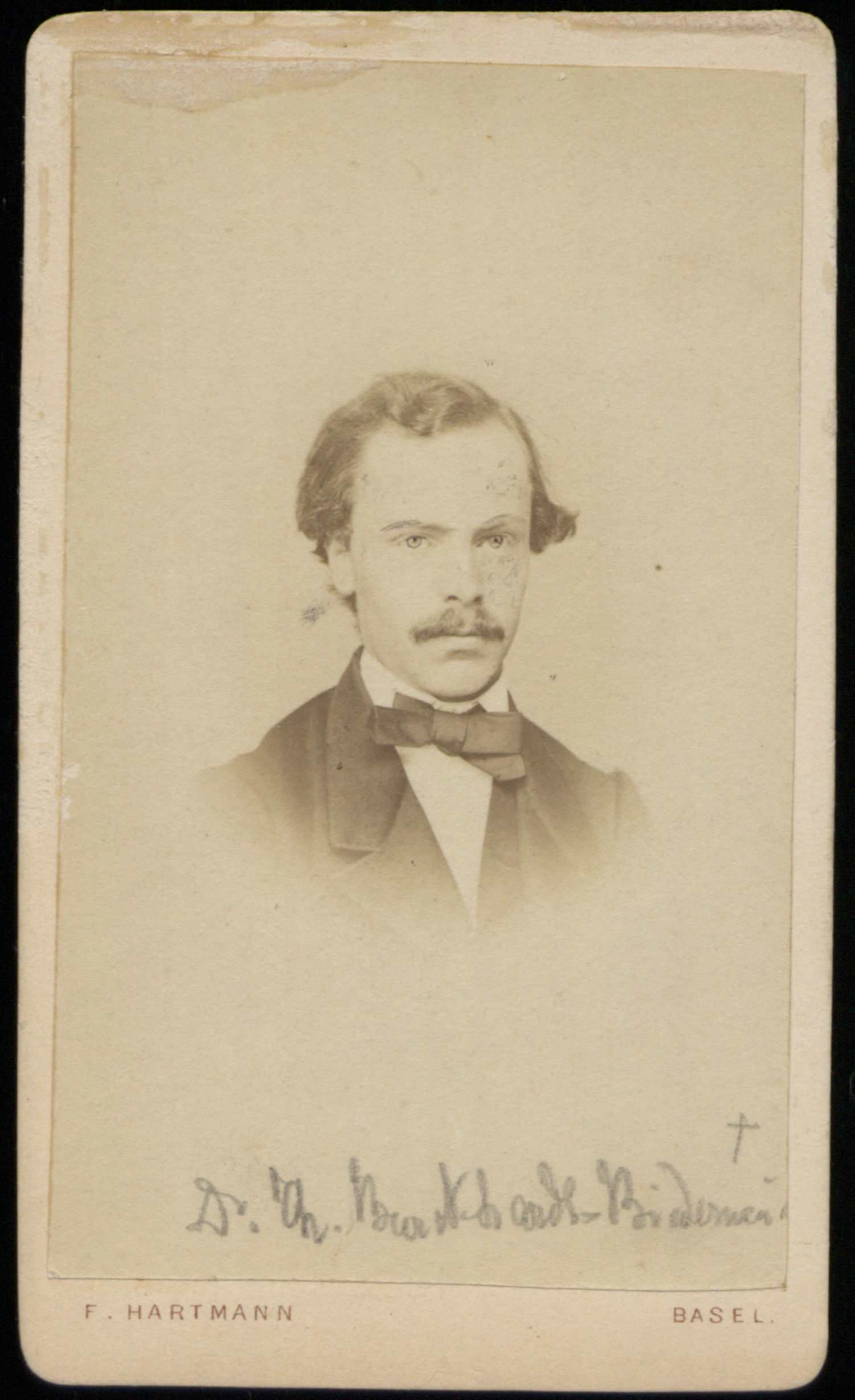
Theophil Burckhardt-Biedermann (ca. zwischen 1860 und 1880)

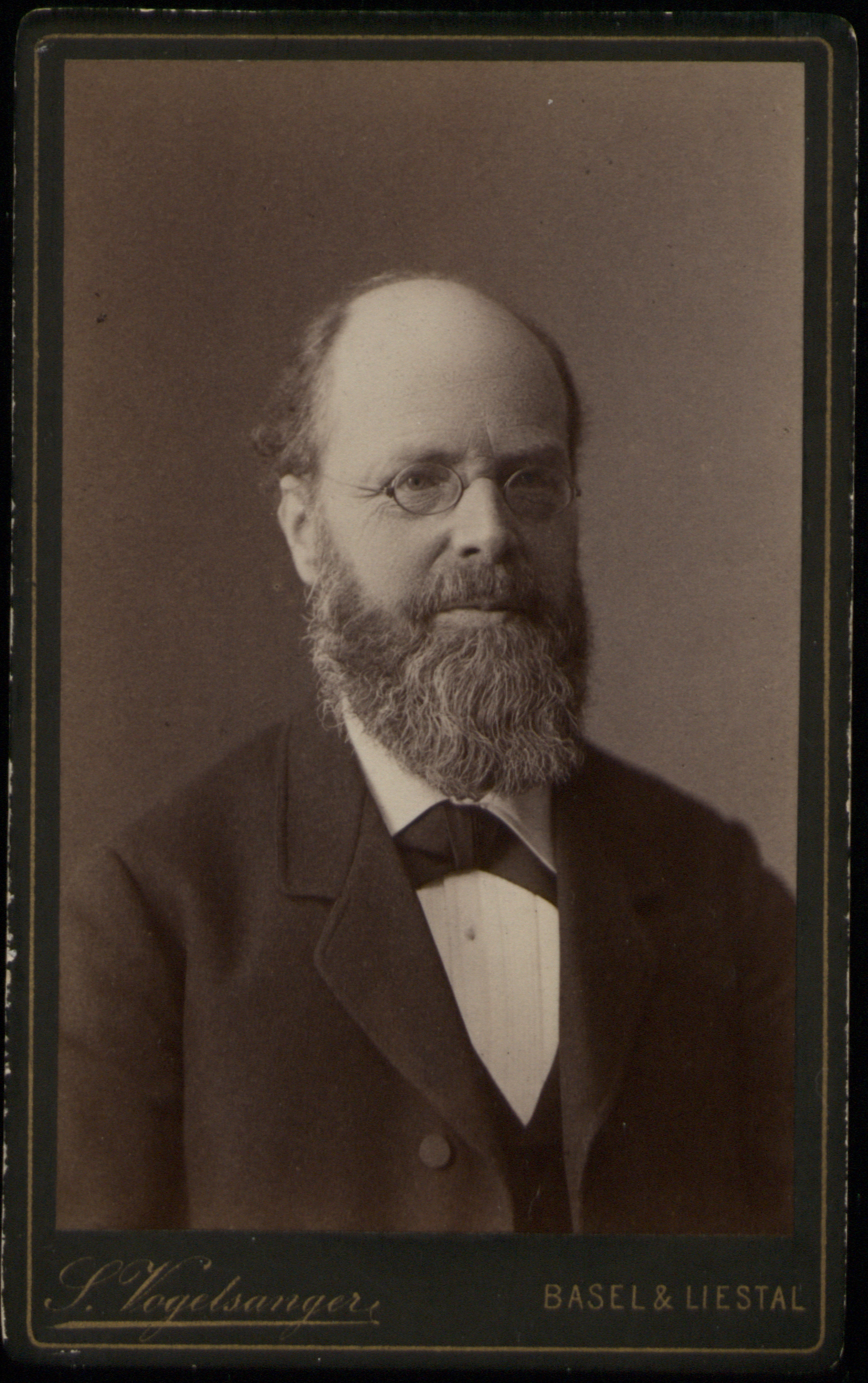
Theophil Burckhardt-Biedermann (ca. zwischen 1880 und 1900)

Theophil Burckhardt-Biedermann (* 18. Januar 1840 in Gelterkinden; † 26. Mai 1914 in Basel) war ein Schweizer Historiker und Lehrer.

## Leben
Theophil Burckhardt wurde am 18. Januar 1840 in Gelterkinden geboren. Er war eines von neun Kindern von Abel Burckhardt und Julia Veronika Burckhardt (geborene Miville), von denen jedoch nicht alle das Erwachsenenalter erreichten. Burckhardt-Biedermann wuchs ich einem christlichen Umfeld auf und behielt seinen Glauben sein ganzes Leben lang bei. Seine ersten zehn Lebensjahre verbrachte Burckhardt-Biedermann bei seinen Eltern im Pfarrhaus in Gelterkinden, wo sein Vater seit 1839 als Pfarrer tätig war. Er selbst beschrieb den elterlichen Haushalt später als eng ökonomisch beschränkt.
Als Burckhardt-Biedermann 1850 ins Gymnasium wechselte, zog er zu seinem Onkel Immanuel Stockmeyer und zu seiner Tante Esther Valerie Burckhardt nach Basel. Auch hier blieb er in einem religiösen Umfeld, denn sein Onkel war Pfarrer in der Martinskirche. Vier Jahre später wurde der Vater Obersthelfer am Basler Münster, so dass Burckhardt-Biedermann in den Haushalt seiner Eltern und Geschwister zurückkehrte. Im Frühling 1858 begann Burckhardt-Biedermann an der Universität Basel das Studium der klassischen Philologie, nach fünf Semestern wechselte er an die Universität Bonn. Den Winter 1861/62 verbrachte er in Berlin. Burckhardt-Biedermann kehrte 1862 wieder nach Hause zurück, wo er mit einer Dissertation über den hellenistischen Rhetor Caecilius doktorierte und sein Studium magna cum laude abschloss.
Nach seinem Studium war Burckhardt-Biedermann an verschiedenen Basler Schulen als Lehrer tätig, wobei die Unterrichtsfächer variierten. Er unterrichtete u. a. Geografie, Geschichte, Deutsch und Französisch. 1866 erhielt Burckhardt-Biedermann seine erste feste Anstellung an einer öffentlichen Schule, am Realgymnasium. Zwei Jahre später erhielt er eine Anstellung am Gymnasium am Münsterplatz, wo er zunächst diverse Fächer unterrichtete. Später unterrichtete er ausschliesslich Deutsch, Latein und Griechisch.
Am 11. Juli 1867 heiratete er Clara Biedermann (* 24. März 1845) aus Zürich, Tochter des Zürcher Theologieprofessors Alois Emanuel Biedermann (1819–1885), mit welcher er die beiden Söhne Paul und Max Burckhardt hatte. Von diesen hatte er insgesamt sechs Enkelkinder. Clara und Theophil Burckhardt-Biedermann blieben 36 Jahre verheiratet, bis Clara am 12. März 1903 nach langer Krankheit verstarb. Nach dem Tod seiner Frau zog Burckhardt-Biedermann zu seinem jüngeren Sohn Max und dessen Ehefrau Anna Maria Ecklin.   
1905 musste Burckhardt-Biedermann aus gesundheitlichen Gründen wegen Neurasthenie das Lehramt abgeben. In seiner neu gewonnenen Freizeit begann er, sich auf seine frühere Nebenarbeit, die archäologischen Studien, zu konzentrieren. Dabei befasste er sich intensiv mit Augusta Raurica.
Burckhardt-Biedermann verstarb am 26. Mai 1914 im Alter von 74 Jahren.
Burckhardt-Biedermanns Nachlass kam 1956 auf die Universitätsbibliothek Basel, zusammen mit dem Nachlass seines Sohnes Paul Burckhardt (1873–1956) und anderer Familienmitglieder. Die Übergabe erfolgte durch Vermittlung von Erich Gruner, der mit einer Enkelin von Theophil Burckhardt-Biedermann verheiratet war.

## Mitgliedschaften

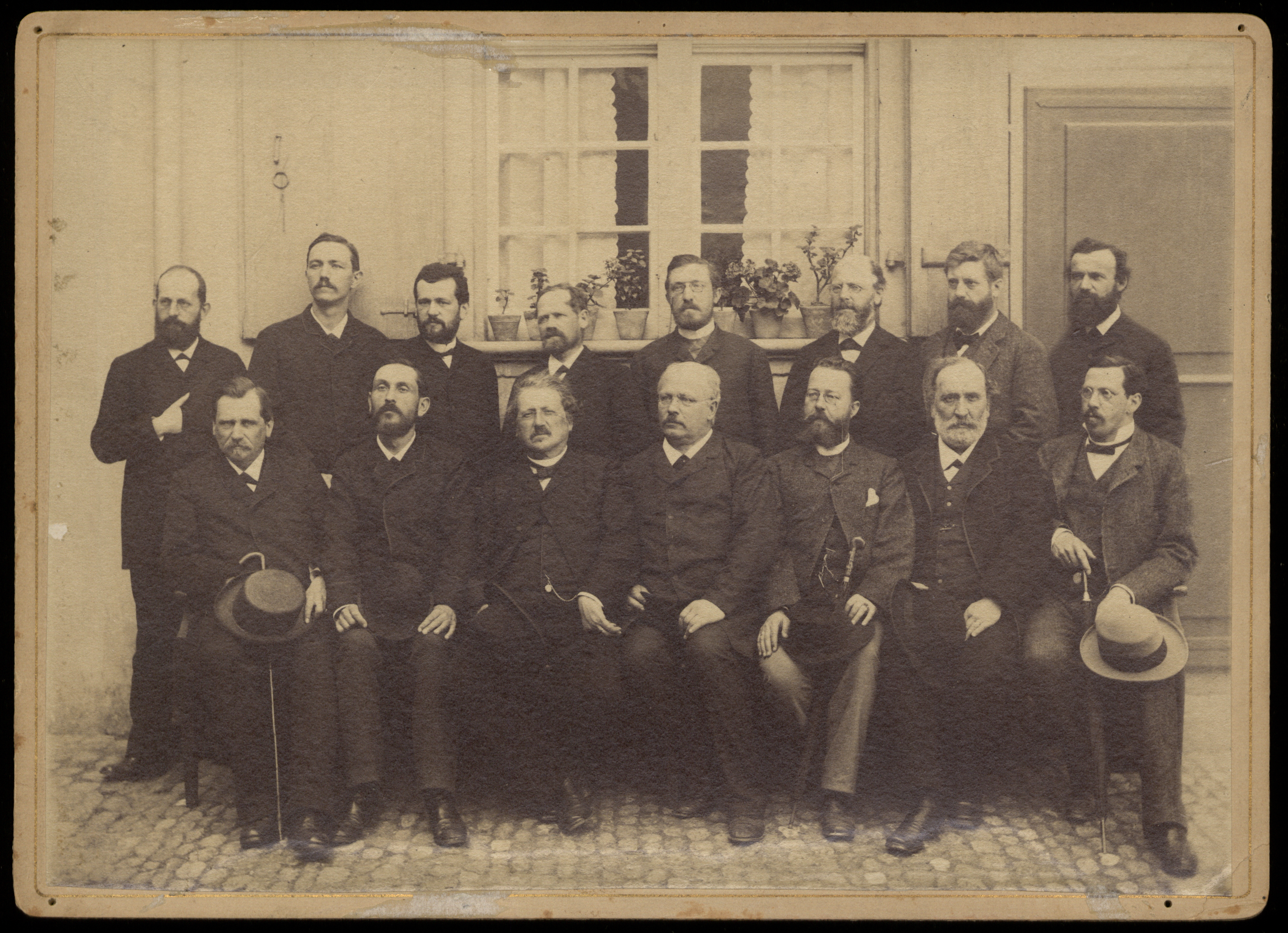
Gruppenbild (Fotografie um 1889), Lehrer des Oberen Gymnasiums Basel, von links nach rechts, oben: Achilles Burckhardt, Fritz Tschopp, Albert Burckhardt, Rudolf Stähelin, Rudolf Kögel, Theophil Burckhardt-Biedermann, Emanuel Probst, Hans Theodor Plüss; unten: Johann Jakob Oeri, Carl Grob, Jakob Mähly, Rektor Fritz Burckhardt, Gustav Soldan, Felix Bertholet, Albert Riggenbach

Während seiner Zeit als Lehrer war Burckhardt-Biedermann Mitglied im Lehrerverein und im Turnlehrerverein. Im Zuge seiner archäologischen Studien setzte er sich intensiv mit Augusta Raurica auseinander, weshalb er auch in die Kommission für Erhaltung historischer Kunstdenkmäler berufen wurde. Ebenso war er korrespondierendes Mitglied des Kaiserlich-Deutschen Archäologischen Instituts in Rom. Burckhardt-Biedermann war massgeblich an der Entstehung des Vindonissa-Museums beteiligt, so verfasste er z. B. am 2. Januar 1907 ein Gutachten über den wissenschaftlichen Wert der Vindonissa-Sammlung zuhanden des Bundesrates. Als das Vindonissa-Museum am 28. April 1912 eröffnet wurde, ernannte ihn die Vindonissa-Gesellschaft zu ihrem Ehrenmitglied.

## Publikationen (Auswahl)
Obwohl als klassischer Philologe ausgebildet, hat Burckhardt-Biedermann nach seiner Dissertation kaum auf diesem Gebiet publiziert. Seine Interessen, denen er neben seinem Schulamt frönte, gingen in andere Richtungen. Seine erste Monographie beschäftigt sich mit seiner eigenen Institution, mit der Geschichte des Gymnasiums zu Basel. Weiter setzte er sich mit der Reformation und dem Humanismus seiner Heimatstadt auseinander und veröffentlichte etwa eine Studie über Bonifacius Amerbach und dessen Verhältnis zur eben erst eingeführten Reformation in Basel. Für dieses Werk erhielt er 1910 anlässlich des 450-Jahr-Jubiläums der Universität Basel den Ehrendoktor der Theologie. Die meisten Publikationen von Burckhardt-Biedermann befassen sich hingegen mit der Archäologie, insbesondere mit Augusta Raurica, wo er im Namen der historischen und antiquarischen Gesellschaft zu Basel – welche 1884 das archäologisch wertvolle Gelände erworben hatte – die Ausgrabungen seit 1878 leitete, etwa an der antiken Stadtmauer oder am Theater, sowie Forschungen zum Kastell Kaiseraugst betrieb.
Die folgende Auswahl an Publikationen fusst auf einem von Burckhardt-Biedermann selbst verfassten Verzeichnis:
- Caecili rhetoris fragmenta. Diss. Basel 1863.
- Zum Verständnis des Homeridenhymnos auf Hermes. In: Fleckeisens Jahrbücher für klassische Philologie 2 (1868), S. 737–749.
- Die gymnasialen Anstalten Basels. In: Jahresheft des Vereins Schweiz. Gymnasiallehrer 4 (1872), S. 51–83.
- Das Jahr des Klingentaler Totentanzes in Kleinbasel. In: Anzeiger für Schweiz. Geschichte 2 (1877), S. 318–323.
- Der Homeridenhymnus auf den Delischen Apollo und sein Verhältnis zum Delischen Götterdienst. In: Einladungsschrift zur Promotionsfeier des Pädagogiums 1878, S. 1–24.
- Das römische Theater zu Augusta Raurica. In: Mitteilungen der histor. und antiquar. Gesellschaft zu Basel NF 2 (1882), S. 1–31.
- Über die Stadtmauer in Augusta Raurica. In: Anzeiger für Schweiz. Altertumskunde 4 (1883), S. 5–7.
- Über die Basler Totentänze (in der histor. und antiquar. Gesellschaft vorgelesen am 27. Januar 1876, aber für den Druck gänzlich umgearbeitet). In: Beiträge zur vaterländischen Geschichte 9 (1882), S. 39–92.
- Römische Funde in Baselaugst. In: Anzeiger für Schweiz. Altertumskunde 5 (1884), S. 41–43.
- Helvetien unter den Römern. In: Basler Neujahrsblatt 65 (1887), S. 1–36.
- Geschichte des Gymnasiums zu Basel, 1589-1889. Zur dritten Säcularfeier im Auftrag der Schulbehörde verfasst von Theophil Burckhardt-Biedermann. Basel: Birkhäuser 1889.
- Zerstörung und Erhaltung der römischen Ruinen zu Augst. In: Basler Jahrbuch 1892, S. 36–67.
- Hans Amerbach und seine Familie. In: Historisches Festbuch zur Basler Vereinigungsfeier. Basel: Reich 1892, S. 73–114.
- Römisches in Kaiseraugst (Kastell), der Basler Hardt (Wachtturm, Gebäude beim Auhofe) und in Baselaugst (Tempel auf Schönenbühl). In: Anzeiger für     Schweiz. Altertumskunde 7 (1893), S. 230–238 mit Taf. XV und XVI.
- Über Oekolampads Person und Wirksamkeit. In: Theologische Zeitschrift aus der Schweiz (1893), S. 27–40 und 81–92.
- Bonifacius Amerbach und die Reformation. Basel: R. Reich 1894.
- Basels erstes Reformationsmandat. In: Anzeiger für Schweiz. Geschichte 7 (1894), S. 117–126.
- Älteste römische Niederlassung in Basel. In: Anzeiger für Schweiz. Altertumskunde 7 (1895), S. 482–490.
- Theophil Burckhardt-Biedermann: Vischer, Wilhelm. In: Allgemeine Deutsche Biographie (ADB). Band 40, Duncker & Humblot, Leipzig 1896, S. 31–64.
- Die Erneuerung der Universität zu Basel in den Jahren 1529 bis 1539. In: Beiträge zur vaterländischen Geschichte 14 (1896), S. 401–487.
- Die Strasse über den oberen Hauenstein am Basler Jura. In: Basler Zeitschrift für Geschichte und Altertumskunde, Bd. 1, 1902, S. 1–52. (Digitalisat)
- Eine Tiberiusinschrift von Windisch. In: Anzeiger für Schweiz. Altertumskunde NF 3 (1902), S. 237–244.
- Römische Inschrift am obern Hauenstein. In: Anzeiger für Schweiz. Altertumskunde NF 3 (1902), S. 245–247.
- Die Straße über den obern Hauenstein am Basler Jura. In: Basler Zeitschrift für Geschichte und Altertumskunde 1 (1902), S. 1–51 und 153–201.
- Ausgrabungen der historischen und antiquarischen Gesellschaft zu Basel auf dem Gebiete von Basel- und Kaiseraugst, Basel und Umgebung während der Jahre 1877-1902. In: Basler Zeitschrift für Geschichte und Altertumskunde 2 (1903), S. 81–105. (Digitalisat)
- Über Zeit und Anlaß des Flugblattes: Luther als Herkules Germanicus. In: Basler Zeitschrift für Geschichte und Altertumskunde 4 (1905), S. 38–44.
- Ausgrabung in Kaiseraugst. In: Anzeiger für Schweiz. Altertumskunde NF 8 (1906), S. 188–194.
- Die römische Grenzwehr in der Schweiz (Vortrag am Verbandstag der süd- und westdeutschen Vereine für röm.-germ. Forschung in Basel): Auszug im Bericht über den 7. Verbandstag (1906), S. 51–54.
- Das Kastell St. Wolfgang bei Balsthal. In: Anzeiger für Schweiz. Altertumskunde NF 8 (1906), S. 279–285.
- Römische Kastelle am Oberrhein zur Zeit Diocletians. In: Westdeutsche  Zeitschrift 25 (1906), S. 131–178.
- Die römische Stadtbefestigung von Augusta Raurica (Vortrag am Verbandstag der süd- und westdeutschen Vereine für röm.-germ. Forschung in Heidelberg 1907): Auszug im Bericht über den 8. Verbandstag (1908), S. 38–39.
- Hieronymus Gantius. In: Zwingliana 2 (1908), S. 236–243.
- Zweimal beschriebener Inschriftstein von Augst. In: Basler Zeitschrift für  Geschichte und Altertumskunde 8 (1909), S. 170–177.
- Die Wohnsitze der Rauriker und die Gründung ihrer Kolonie. In: Zeitschrift für die Geschichte des Oberrheins 26 (1909), S. 391–429.
- Römische Zimmer und Hypokausten in Baselaugst. In: Anzeiger für Schweiz. Altertumskunde NF 11 (1909), S. 200–214.
- Statistik keltischer, römischer, frühgermanischer Altertümer im Kanton Basel (mit Ausschluß des Gebietes von Stadt Basel und Äugst). In: Basler Zeitschrift für Geschichte und Altertumskunde 9 (1910), S. 347–390.
- Die Kolonie Augusta Raurica, ihre Verfassung und ihr Territorium. Basel: Helbing & Lichtenhahn 1910.
- Stadtmauer und Tor im Südosten von Augusta Raurica. In: Basler Zeitschrift für Geschichte und Altertumskunde 13 (1914), S. 363–376.
- Holzschwellen am Weg über den oberen Hauenstein am Basler Jura. In: Anzeiger für Schweiz. Altertumskunde NF 16 (1914), S. 119–123.
- Falschmünzer in Augusta Raurica. In: Basler Zeitschrift für Geschichte und Altertumskunde 14 (1915), S. 1–10.